# Inbox by Gmail
 Inbox by Gmail — сервіс електронної пошти, розроблений Google. Оголошений лише для обмежених   запрошень 22 жовтня 2014 року, він був офіційно оприлюднений 28 травня 2015 року. Google закрив Inbox 2 квітня 2019 року. 
Доступний в Інтернеті та через мобільні додатки для Android та iOS, Inbox by Gmail спрямований на підвищення продуктивності та організації електронної пошти за допомогою декількох ключових функцій. Пакети, що збирають електронні листи з однієї теми разом, висвітлюють деталі поверхневих ключових повідомлень, а також нагадування, допоміжні функції та функції відкладання дозволяють користувачам контролювати, коли з’являється конкретна інформація. Оновлення сервісу ввімкнули функцію скасування надсилання, функцію "Розумної відповіді", яка автоматично генерує короткі приклади відповідей для певних електронних листів, інтеграцію з Google Календарем для організації подій, попередні розсилки інформаційних бюлетенів та функцію "Save to Inbox", що дозволяє користувачам зберігати посилання для подальшого використання. 
Inbox by Gmail отримав загалом позитивні відгуки. На своєму запуску він був названий "мінімалістичним і прекрасним, повним шарів і легким у навігації". Його функції були визнані корисними у пошуку потрібних повідомлень, і один рецензент зазначив, що сервіс "дуже схожий на майбутнє електронної пошти". Однак Inbox by Gmail також отримав критику, зокрема, щодо низької щільності інформації, алгоритмів, які потребували налаштування, і що сервіс вимагає від користувачів "відмовитися від контролю" щодо організації власної електронної пошти, що означає, що "Той, хто вже має систему організації їхні електронні листи, ймовірно, виявляють боротьбу з системою Google". У березні 2016 року Google зазначив, що 10% усіх відповідей на мобільні пристрої походять від функції Smart Response Inbox. 
Google припинив роботу сервісу в березні 2019 року. 

## Особливості
Inbox by Gmail сканує вхідні повідомлення користувача для отримання інформації. Він збирає повідомлення електронної пошти, пов'язані з тією ж загальною темою, в організований пакет із заголовком, що описує вміст групи. Наприклад, квитки на авіарейси, прокат автомобілів та бронювання готелів згруповані у розділі "Подорожі", що полегшує огляд електронних листів. Користувачі також можуть вручну групувати електронні листи разом, щоб "навчити" папку "Вхідні", як користувач працює. Служба виділяє основні деталі та важливу інформацію в повідомленнях, таких як маршрути польотів, інформація про події, а також фотографії та документи. Крім того, Inbox може отримувати оновлену інформацію з Інтернету, включаючи стан рейсів у режимі реального часу та доставку пакунків. Користувачі можуть пізніше встановити нагадування для надсилання важливих повідомлень. У періоди, коли користувачеві потрібна конкретна інформація, Inbox може допомогти користувачеві, відкривши необхідні деталі. У ті часи, коли Inbox виділяє інформацію, яка не потрібна на той час, користувачі можуть відкладати повідомлення або нагадування з можливістю зробити інформацію повторно опублікованою пізніше або в певному місці.
У червні 2015 року Google додав до Inbox функцію "Скасувати відправлення", даючи користувачам 10 секунд, щоб скасувати надсилання повідомлення.
У листопаді 2015 року Google додав до мобільних додатків функцію "Розумна відповідь". Смарт-відповідь Inbox визначає, на які електронні листи можна відповісти коротким відгуком, генеруючи три приклади відповідей та дозволяючи користувачам надсилати один із них одним натисканням. Спочатку доступний лише для мобільних додатків для Android та iOS, Smart Response був доданий на вебсайт Inbox у березні 2016 року, а Google оголосив, що «10% усіх ваших відповідей на мобільному пристрої вже використовують Smart Reply».
У квітні 2016 року Google оновив Inbox із трьома новими функціями; Організація подій Календаря Google, попередній перегляд розсилок та функція "Зберегти у папці" Вхідні, яка дозволяє користувачам зберігати посилання для подальшого використання, а не надсилати електронні посилання на себе.
У грудні 2017 року компанія Google представила картку "Скасувати підписку", яка дозволяє користувачам легко скасувати підписку на списки розсилки. На картці з’являється повідомлення електронної пошти від певних відправників, яке користувач не відкривав протягом місяця.
З тих пір до Gmail додано кілька популярних функцій Inbox by Gmail: 
- Відкладення електронних листів
- Поштовхи. Це означає, що Gmail пересуває старі повідомлення вгору до папки вхідних, коли думає, що ви хочете отримати відповіді або відповісти.
- Дії наведення курсору: Це означає, що ви можете помістити курсор миші на повідомлення та швидко здійснити такі дії, як архівування, не відкриваючи електронну пошту.
- Розумна відповідь: Ця функція показує запропоновані фрази для деяких електронних листів для швидкого відповіді.[12]

Як повідомляється, Google заявив, що вони також хочуть додати функцію пакетів до Gmail, яка наразі доступна лише у Inbox для Gmail, але у них немає часової шкали.

## Платформи
22 жовтня 2014 року Inbox by Gmail оголошено обмеженим доступом по запрошенню, доступну в Інтернеті та через мобільні операційні системи Android та iOS. Він був офіційно оприлюднений для всіх користувачів 28 травня 2015 року.

## Прийом
Девід Пірс із The Verge похвалив сервіс, написавши, що він "мінімалістичний і прекрасний, повний шарів і по ньому легко орієнтуватися. Він надзвичайно швидкий і плавний на всіх платформах, і набагато краще на iOS, ніж додаток Gmail". Однак він розкритикував низьку щільність інформації додатка, написавши, що на екрані одночасно видно лише декілька електронних листів, що робить це "трохи проблемою" для користувачів, яким потрібно щодня проходити "сотні електронних листів". Незважаючи на те, що "Inbox дуже схожий на майбутнє електронної пошти", Пірс написав, що "багато алгоритму налаштування та дизайну конденсації робити", приділяючи особливу увагу "компактному виду" для більш щільного перегляду інформації на екрані. 
Сара Мітрофф із CNET також похвалила Inbox, пишучи; "Він не лише візуально привабливий, але також має багато функцій, які допомагають вам знайти кожне потрібне повідомлення, коли воно вам потрібно". Вона додала, що користувачі повинні "відмовитися від контролю", щоб організувати свою електронну пошту, додавши, що "не буде з усіма", але визнає, що "якщо ви хочете ... додаток нагородить вас розумнішою та чистішою папкою "Вхідні"." Мітрофф зробила примітку, що на початковому етапі, користувачі повинні тренувати додаток, про який пакет підходить для деяких листів, написавши, що «Це трудомісткий процес, під - перше, by[sic]     за декілька днів Inbox починає виправляти це. " Щодо будь-яких недоліків сервісу, Mitroff написав, що "Inbox має вбудовану стратегію управління вашими електронними листами, яка найкраще працює самостійно. Кожен, хто вже має систему організації своїх електронних листів, швидше за все, почне боротися із системою Google". 

## Закриття та спадщина
Google закрив сервіс в березні 2019 року. Google назвав Inbox «чудовим місцем для експерименту з новими ідеями» і зазначив, що багато з цих ідей перенеслись до Gmail. Компанія заявила, що йдучи вперед, вона хоче зосередити свої ресурси на єдиній системі електронної пошти.